# Carl Sabelsköld
Carl Jönsson Sabelsköld, född 2 januari 1590, död 12 oktober 1663 i Blacksta församling, var en svensk militär.

## Biografi
Carl Sabelsköld föddes 1590. Han var son till fogden Jöns Mårtensson i Nyköping. Sabelsköld blev omkring 1615 fänrik vid Smålands ryttare och adlades 26 oktober 1617 till Sabelsköld. Han var 1622 ryttare vid Smålands ryttare. Han avled 1663 på Eknäs i Blacksta socken och begravdes 6 maj 1664 i Blacksta kyrka.

### Familj
Sabelsköld gifte sig första gången 1616 med Magdalena Strand (död 1628), dotter av ryttmästaren Hans Strang vid Upplandsfanan och Carin Bagge af Berga. De fick tillsammans barnen Elisabet Sabelsköld (död 1659) som var gift med löjtnanten Magnus Stråle af Ekna och Brita Sabelsköld som var gift med löjtnanten Per Nilsson Ulfsax.
Sabelsköld gifte sig andra gången med Ingeborg Rosenstråle (1608–1674) dotter av ryttmästaren Börje Jönsson Rosenstråle och Märta Stålarm. De fick tillsammans barnen löjtnanten Birger Sabelsköld (död 1668) vid Kronobergs regemente, Ingebirg Sabelsköld (1642–1711) som var gift med ryttmästaren Anders Tornerefelt, ryttmästaren Svante Sabelsköld (död 1677) vid Änkedrottningens livregemente och Brita Sabelsköld som var gift med kommissarien Anders Andersson.
Sabelsköld fick även följande barn med någon av sina fruar: ryttmästaren Jöns Sabelsköld (död 1696) och fänriken Carl Sabelsköld vid Kronobergs regemente.